# São José do Rio Pardo
São José do Rio Pardo este un oraș în São Paulo (SP), Brazilia.